# Фразетта, Фрэнк

Обложка фильма «Огонь и Лёд» Ральфа Бакши

Фрэнк Фразетта (англ. Frank Frazetta; 1928 — 2010) — американский художник-фантаст, иллюстратор, мультипликатор, автор комиксов. Один из самых влиятельных художников жанра.

## Биография
Фразетта родился 9 февраля 1928 года в Бруклине, Нью-Йорк, США. Окончил Бруклинскую Академию Искусств, где его учителем был Майкл Фаланга. Фаланга был покровителем молодого художника вплоть до своей смерти в 1944 году. С шестнадцати лет Фрэнк начал профессионально рисовать комиксы, первые его работы были в стиле вестерн. Позднее Фразетта переключился на комиксы о супергероях, рисовал для журналов EC Comics, National Comics, сотрудничал с Walt Disney. Наиболее известной работой Фразетты этого периода являлись комиксы «Бак Роджерс» и «Флэш Гордон» в стиле космическая опера.
С 1964 года Фразетта занялся созданием обложек для книг, наиболее известные из которых — книги о Конане и Тарзане. Также Фразетта выступил в качестве художника-мультипликатора в сотрудничестве с Ральфом Бакши в известном мультфильме «Огонь и Лёд». При этом ему пришлось пересмотреть свой подход к рисованию:
Я никогда не задумывался над тем, насколько преувеличены формы людей на моих рисунках, до тех пор, пока не познакомился с ротоскопией. А ведь мне всегда казалось, что где-то наверняка должны существовать женщины, как две капли воды похожие на тех, что я придумываю.
Фразетта любил изображать человеческое тело, обнажённую натуру мужчин и женщин. Стиль рисунков Фрэнка критики называли «старомодным и энергичным». Фразетта считается классиком фантастической иллюстрации. Его картины высоко ценятся, в 2009 году одна из них ушла с аукциона по цене 1 млн долларов. В 1999 году в поместье Фразетты в штате Пенсильвания открылся его персональный музей.
Фрэнк был женат на Элли (Элеоноре) Фразетте, у них родилось четверо детей: Альфонсо Фрэнк-младший, Билли, Холли и Хайди. 17 июля 2009 года Элли умерла от рака, из-за чего Фрэнк впал в продолжительную депрессию и отошёл от дел. Зимой того же года его собственный сын Альфонсо Фрэнк-младший попытался вынести и распродать отцовские картины из музея. Его арестовала полиция по запросу троих остальных детей. В апреле 2010 года детям Фразетты удалось найти мировое соглашение, иск был отозван, и отныне все четверо наследников будут управлять музеем.
После всех этих неприятностей, Фрэнк ненадолго пережил Элли. Из-за нескольких инсультов, его правая рука потеряла подвижность, в последние годы Фрэнк рисовал левой. Он скончался 10 мая 2010 года в больнице недалеко от своего дома во Флориде.